# Montagny-lès-Beaune
Montagny-lès-Beaune – miejscowość i gmina we Francji, w regionie Burgundia-Franche-Comté, w departamencie Côte-d’Or.
Według danych na rok 1990 gminę zamieszkiwały 763 osoby, a gęstość zaludnienia wynosiła 126 osób/km² (wśród 2044 gmin Burgundii Montagny-lès-Beaune plasuje się na 310. miejscu pod względem liczby ludności, natomiast pod względem powierzchni na miejscu 1174.).